# Park Beyond
Park Beyond es un videojuego de simulación de construcción y gestión desarrollado por Limbic Entertainment y publicado por Bandai Namco Entertainment. El juego se lanzó para PC con Windows, PlayStation 5 y Xbox Series X y Series S en junio de 2023.

## Jugabilidad
Park Beyond es un videojuego de simulación de construcción y gestión en el que el jugador podrá construir sus propios parques temáticos. En el juego, el jugador debe construir, diseñar y gestionar varias atracciones planas y montañas rusas como principales atracciones del parque, así como otras instalaciones relevantes, como tiendas y restaurantes. Estas instalaciones se pueden personalizar ampliamente. Park Beyond introduce la idea de "imposibilidad", que permite a los jugadores construir atracciones que desafían la física y la gravedad. Estas atracciones generan un recurso llamado Asombro. Con suficiente asombro, los jugadores podrán investigar nuevas formas de "imponer" sus atracciones. Los jugadores, como administradores del parque, también deben estar atentos a las tendencias sociales para garantizar que sus atracciones atraigan a los jugadores al parque.
Los jugadores se encontrarán con diferentes asesores en el juego, quienes le presentarán diferentes conflictos. Por ejemplo, una atracción imaginativa propuesta por un asesor puede ser analizada por otro porque puede no ser viable financieramente. Los jugadores deben afrontar estos dilemas y tomar decisiones con regularidad. El jugador también participará en reuniones de campo en las que explicará a la junta directiva del parque sus planes para el parque.

## Desarrollo
Park Beyond está siendo desarrollado actualmente por el desarrollador alemán Limbic Entertainment. Después de trabajar en Tropico 6 (2019) durante cuatro años, el equipo quería crear algo nuevo, y dos entusiastas de los parques temáticos propusieron a la dirección la idea de crear un simulador de parques temáticos. Según el director general de Limbic, Stephan Winter, el equipo acogió con agrado el campo porque era "lo suficientemente fresco como para entusiasmar a todos" y porque pudieron "transferir muchos conocimientos" del trabajo en un juego de construcción de ciudades a un juego de simulación de parques temáticos. Si bien el equipo introdujo la idea de "imposibilidad", todavía querían que el juego estuviera "basado en la realidad" y "creíble".
El juego fue anunciado por Limbic Entertainment y el editor Bandai Namco Entertainment en Gamescom 2021. Bandai Namco se convirtió en accionista mayoritario de Limbic Entertainment en octubre de 2022. Inicialmente programado para lanzarse en 2022, el juego se retrasó y lanzado el 16 de junio de 2023 para PC con Windows, PlayStation 5 y Xbox Series X y Series S. Del 9 al 19 de mayo se llevó a cabo una beta cerrada del juego. Los jugadores que reservaron la edición estándar del juego recibieron el "Pac-Man Impossification Set". Además, los jugadores que compren la "Visioneer Edition" obtendrán acceso al "Zombeyond Impossification Set". Estos paquetes estuvieron disponibles como paquetes DLC separados en una fecha posterior.
El primer paquete DLC importante, Beyond eXtreme, estaba inicialmente programado para su lanzamiento el 29 de septiembre junto con una actualización que permitirá a los jugadores compartir sus creaciones en línea. El 18 de septiembre, se trasladó a una fecha posterior. El 15 de diciembre se lanzó un paquete DLC con el tema Chicken Run: Dawn of the Nugget.

## Recepción
Según el agregador de reseñas Metacritic, las versiones del juego para PC y PlayStation 5 recibieron críticas "mixtas o promedio", mientras que la versión de Xbox Series X recibió "críticas generalmente positivas". Fue el videojuego número 38 más vendido en el Reino Unido en su semana de lanzamiento.